# يوسوكي سوزوكي
يوسوكي سوزوكي (باليابانية: 鈴木 祐輔) (19 مايو 1982 في شيراوكا في اليابان – )؛ هو لاعب كرة قدم ياباني سابق كان يلعب كمدافع.

## وصلات خارجية
- يوسوكي سوزوكي على موقع رابطة كرة القدم اليابانية للمحترفين (اليابانية)
- يوسوكي سوزوكي على موقع Soccerway.com (الإنجليزية)